# Renate Vincken

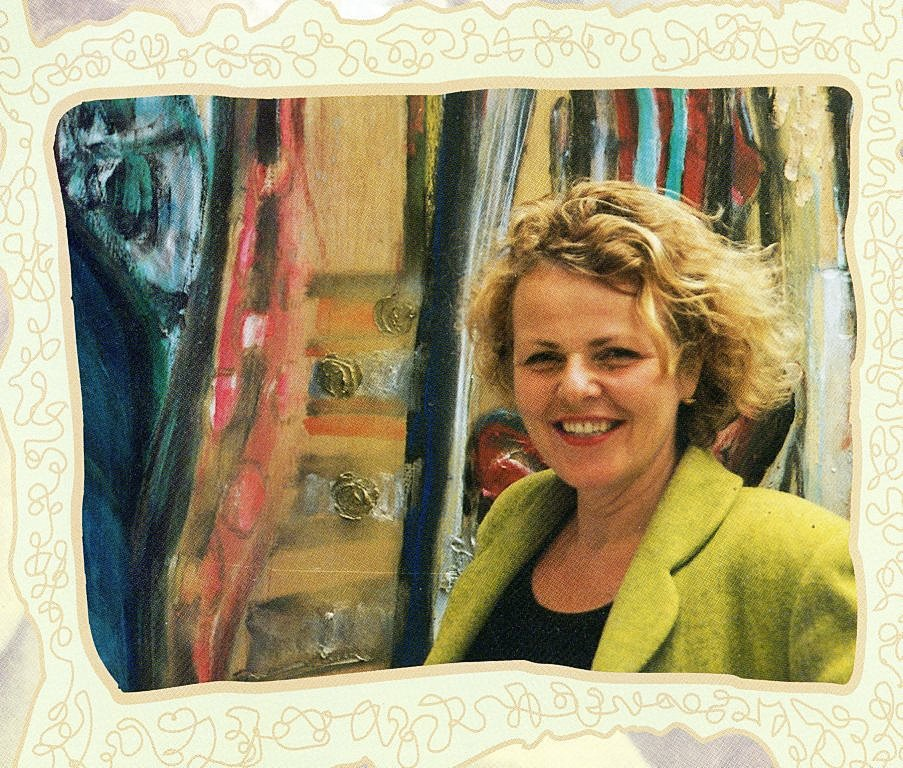
Renate Vincken

Renate Vincken (* 26. August 1943 in Leeuwarden; † 23. April 2013 in Deventer) war eine niederländische bildende Künstlerin, die vor allem durch ihre Skulpturen im öffentlichen Raum und ihre Arbeit als Keramikerin bekannt war. 

## Leben und Werk
Sie studierte an der Hogeschool voor de Kunsten te Arnhem und der Gerrit Rietveld Academie, unter anderem bei Ben Guntenaar. 1966 schloss sie ihr Studium als Bildhauerin ab und war seit 1968 als freischaffende Künstlerin in Deventer tätig. Durch die Teilnahme an der Internationalen Sommerakademie für Bildende Kunst Salzburg 1974 lernte sie bei Giacomo Manzù die Technik des Bronzeguss und besuchte 1978 dank eines Stipendiums das Keramisch Werkcentrum Heusden (heute: Sundaymorning@ekwc). Bei der Niederländischen Organisation für Angewandte Naturwissenschaftliche Forschung in Delft belegte sie einen Kurs zu Kunststoffen.
In den 1970er und 1980er Jahren schuf sie großformatige Werke in Deventer, so ein Keramik-Wandrelief in der ehemaligen Polizeiwache, das beim späteren Abriss des Gebäudes gesichert wurde, und ein Klassenzimmer in der Dr. Voorthuizenschool mit farbigem Backstein. Die Brunnenskulptur aus Gussbeton vor dem Haupteingang des Etty Hillesum Lyceums in Deventer entstand 1970.

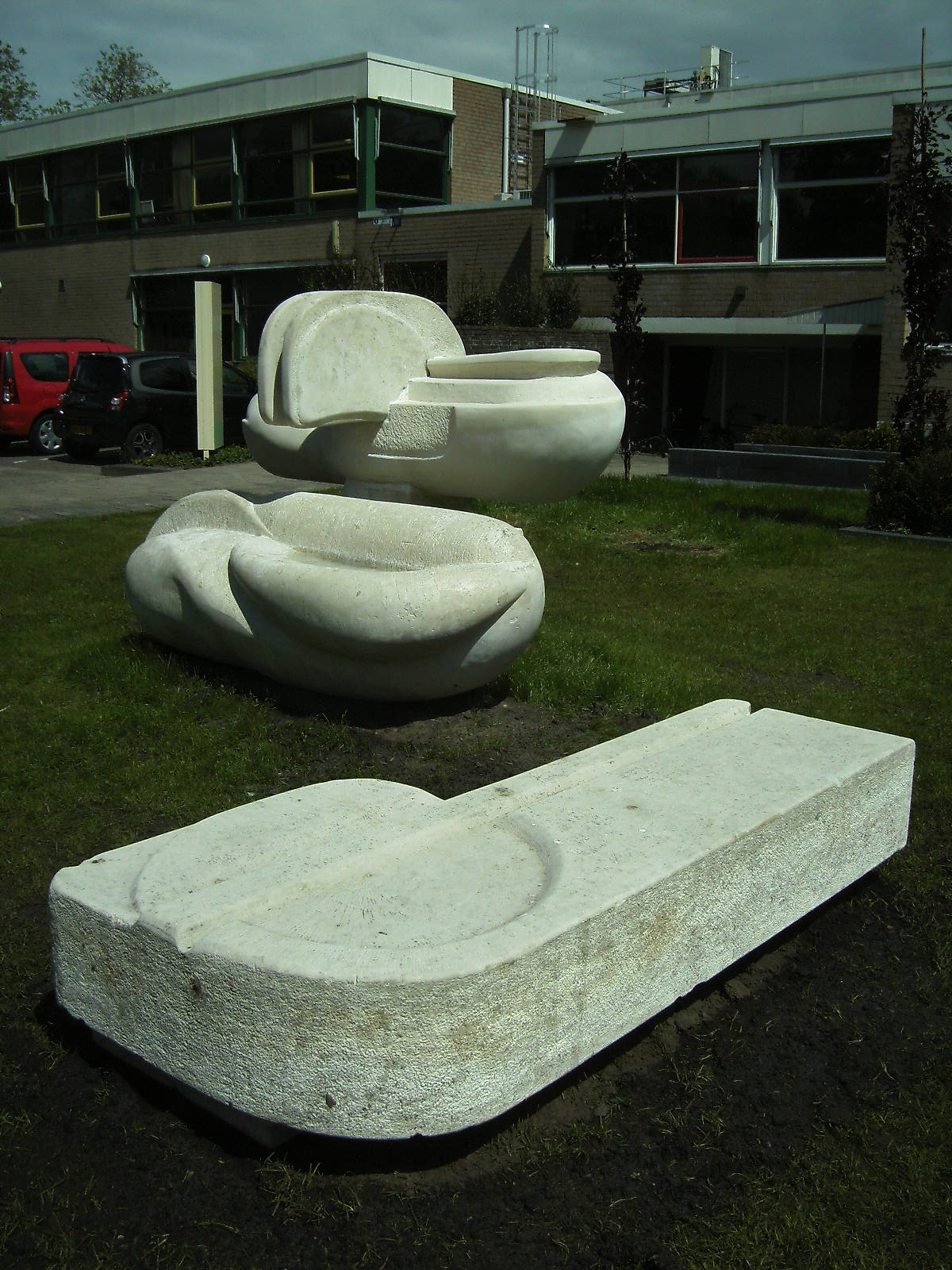
Skulptur Fontein met twee zitbanken, Etty Hillesum Lyceum, Laan Van Borgele in Deventer, 1975

1975 schuf sie, ursprünglich für die Schalterhalle der Rabobank in Deventer, aus französischem Naturstein die Brunnenskulptur Fontein met twee zitbanken.
Später wurde die Skulptur in der Halle der Christelijke Scholengemeenschap Revius Deventer aufgestellt, bevor sie 2009 ihren endgültigen Platz vor dem Verwaltungsgebäude des Etty Hillesum Lyceums in der Straße Laan Van Borgele fand. Für das Deventer Stadtviertel Pothoofd gestaltete sie Keramikreliefs an den Wohnhäusern. Aufträge in den ganzen Niederlanden folgten. 
Ihre Werke sind gekennzeichnet durch eine große Varietät von Materialien, wie Keramik, Natur- und Backstein, Fiberglas, Beton, Bronze und Holz. Bei der Planung bezog Vincken die bestehende Architektur und künftige Nutzung ein, so etwa bei einem Projekt in Buiten Noordenberg, einem Viertel in der Altstadt von Deventer, bei dem die Gestaltung des Pflasters, Sitzgelegenheiten, Spielobjekte für Kinder, Wandbilder und verkehrsregelnde Elemente ein Gesamtkonzept bildeten.
Seit 1970 waren Werke Vinckens in Gruppenausstellungen vertreten, ab 1990 auch in Einzelausstellungen, neben den Niederlanden auch in Kopenhagen, Antwerpen, London, Michigan (USA) und Vaasa. In Michigan und an der australischen Canberra School of Art war sie als Artist in Residence tätig.
Neben ihrer künstlerischen Tätigkeit unterrichtete sie an der Werkschuit te Amsterdam und an Volkshochschulen. Schon länger krank gewesen, starb Renate Vincken am 23. April 2013 zuhause, ihr Grab befindet sich auf dem Friedhof in Leeuwarden.

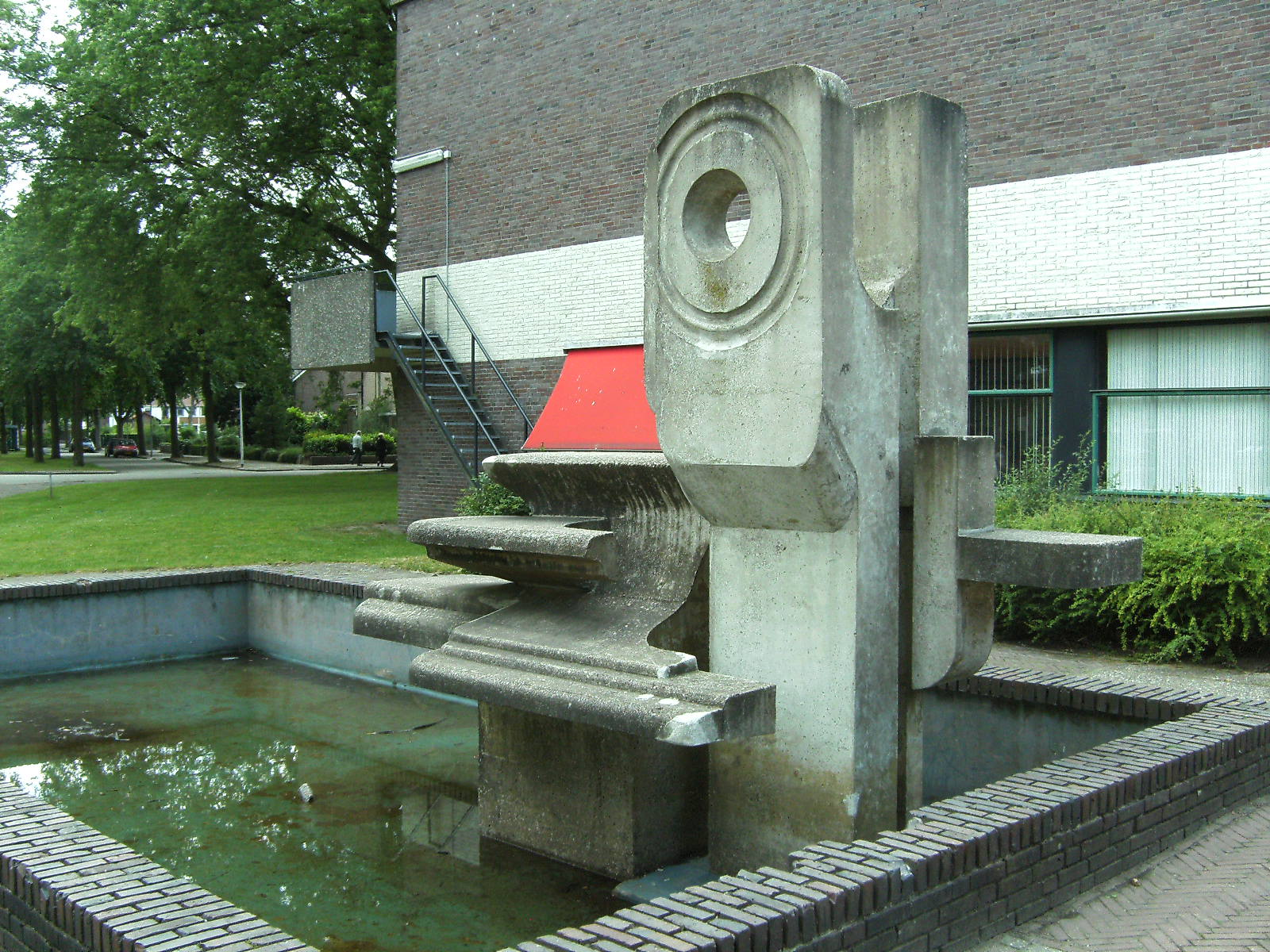
Brunnenskulptur, Haupteingang Etty Hillesum Lyceum, Deventer, 1970
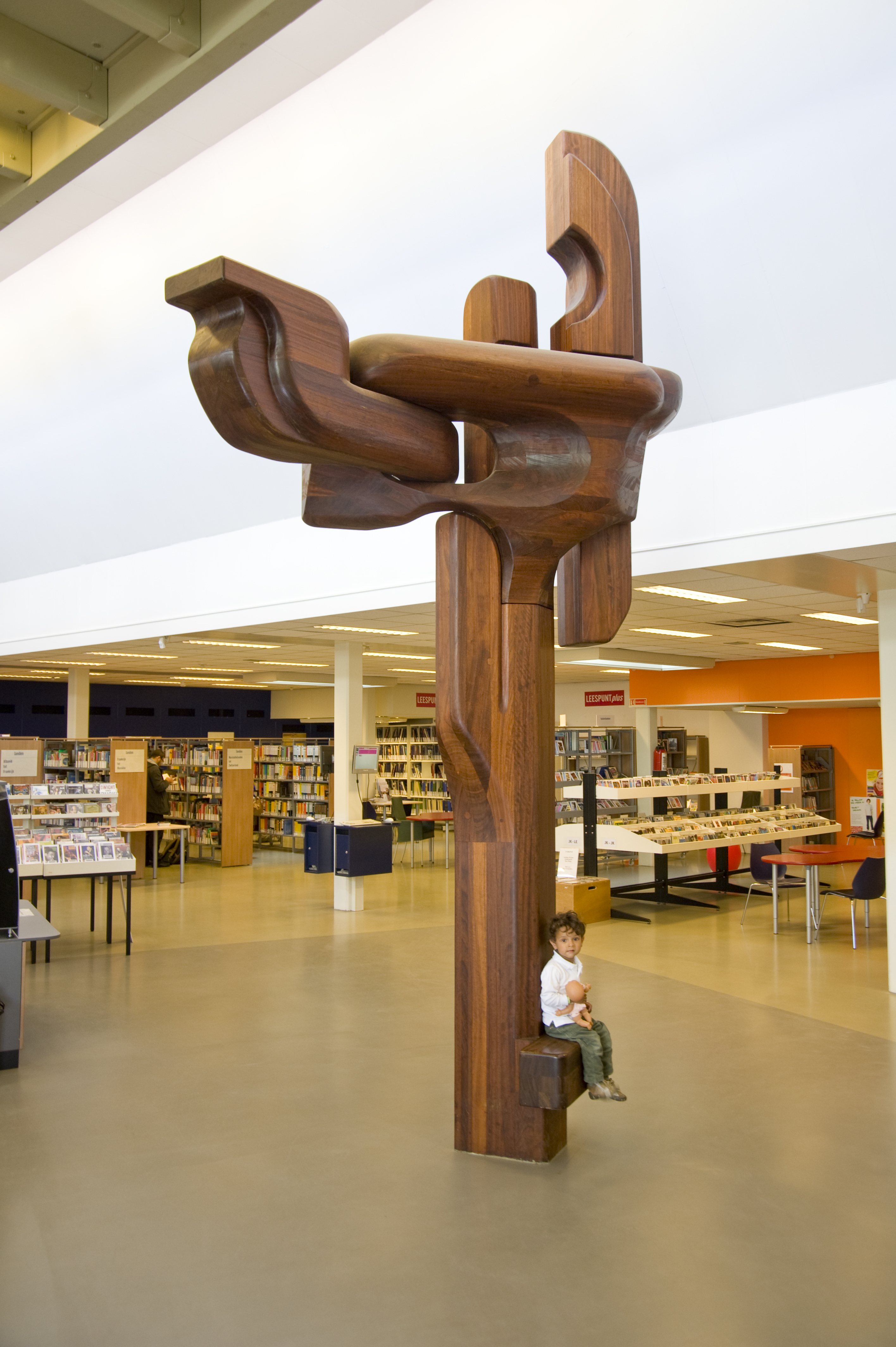
Holzskulptur in der Bibliothek von Leiden
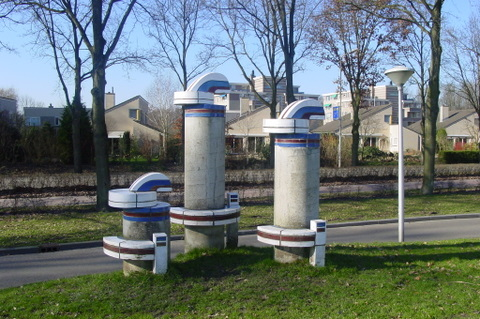
Skulptur Golven, 1980, Emmeloord Noordoostpolder, Beton und Keramik